# Rices Nachmans
Rices Nachmans was een luxe warenhuisketen uit Norfolk, Virginia die op het hoogtepunt acht vestigingen in Norfolk en de omliggende Hampton Roads. Tot de winkels behoorden Downtown Norfolk aan Granby Street en Ward's Corner, die werd geopend in 1952. De vestiging in Wards Corner bevond zich in hetzelfde gebouw als een schoenenwinkel van Hofheimer. Dit gebouw werd in 2000 gesloopt en is sinds 2018 de locatie van een Walgreens-apotheek.
In 1985 verkocht PVH Corp., eigenaar van Rices Nachmans, de winkels aan Hess's, een warenhuisketen uit Allentown, Pennsylvania.